# Возьники (Заверцянський повіт)
Возьники (пол. Woźniki) — село в Польщі, у гміні Іжондзе Заверцянського повіту Сілезького воєводства.
Населення — 106 осіб (2011).
У 1975-1998 роках село належало до Ченстоховського воєводства.

## Демографія
Демографічна структура станом на 31 березня 2011 року:
|          | Загалом | Допрацездатний вік | Працездатний вік | Постпрацездатний вік |
| -------- | ------- | ------------------ | ---------------- | -------------------- |
| Чоловіки | 58      | 6                  | 43               | 9                    |
| Жінки    | 48      | 7                  | 24               | 17                   |
| Разом    | 106     | 13                 | 67               | 26                   |